# Binnenkruier

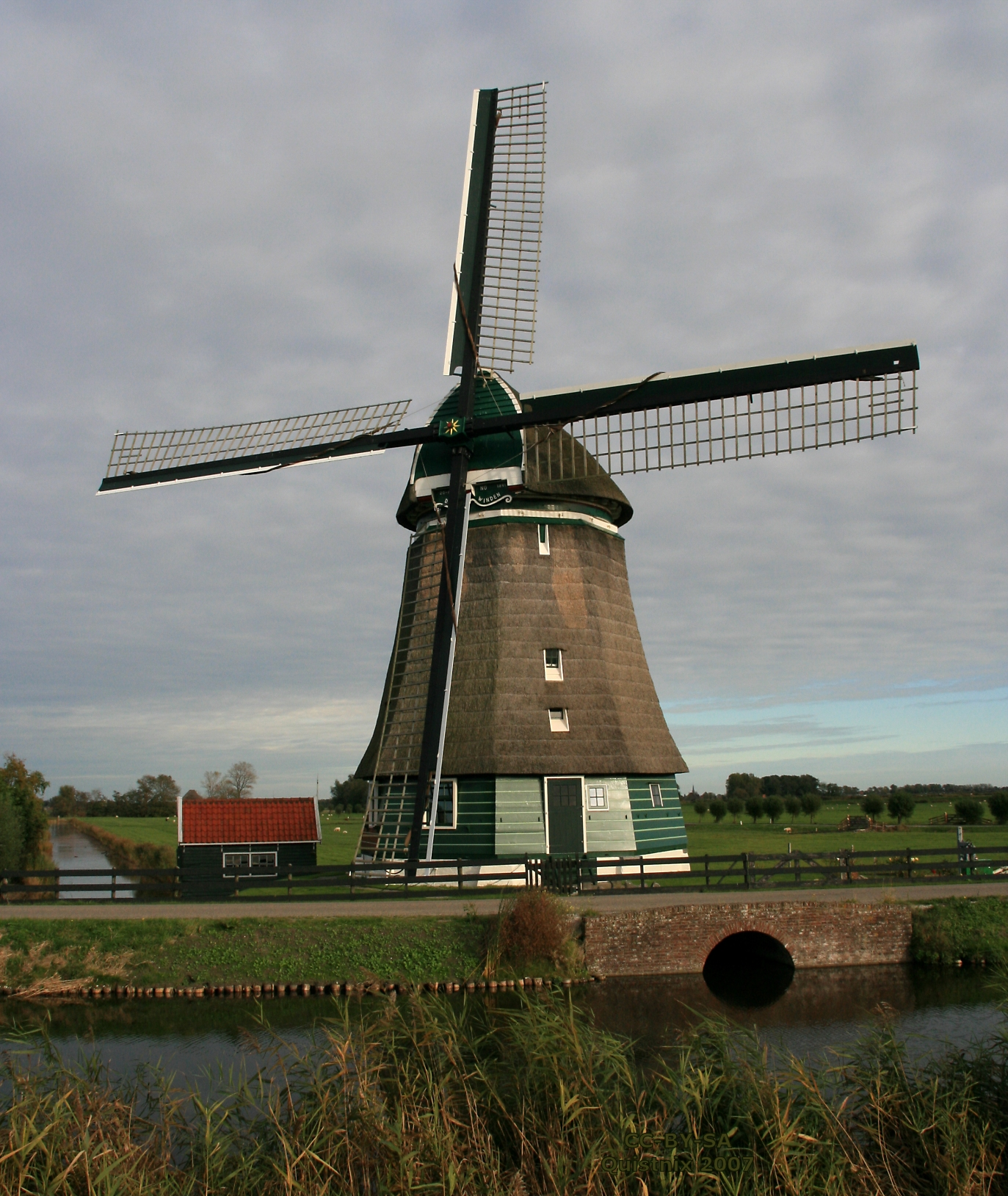
De Vier Winden (Hoogwoud) is een voorbeeld van een binnenkruier

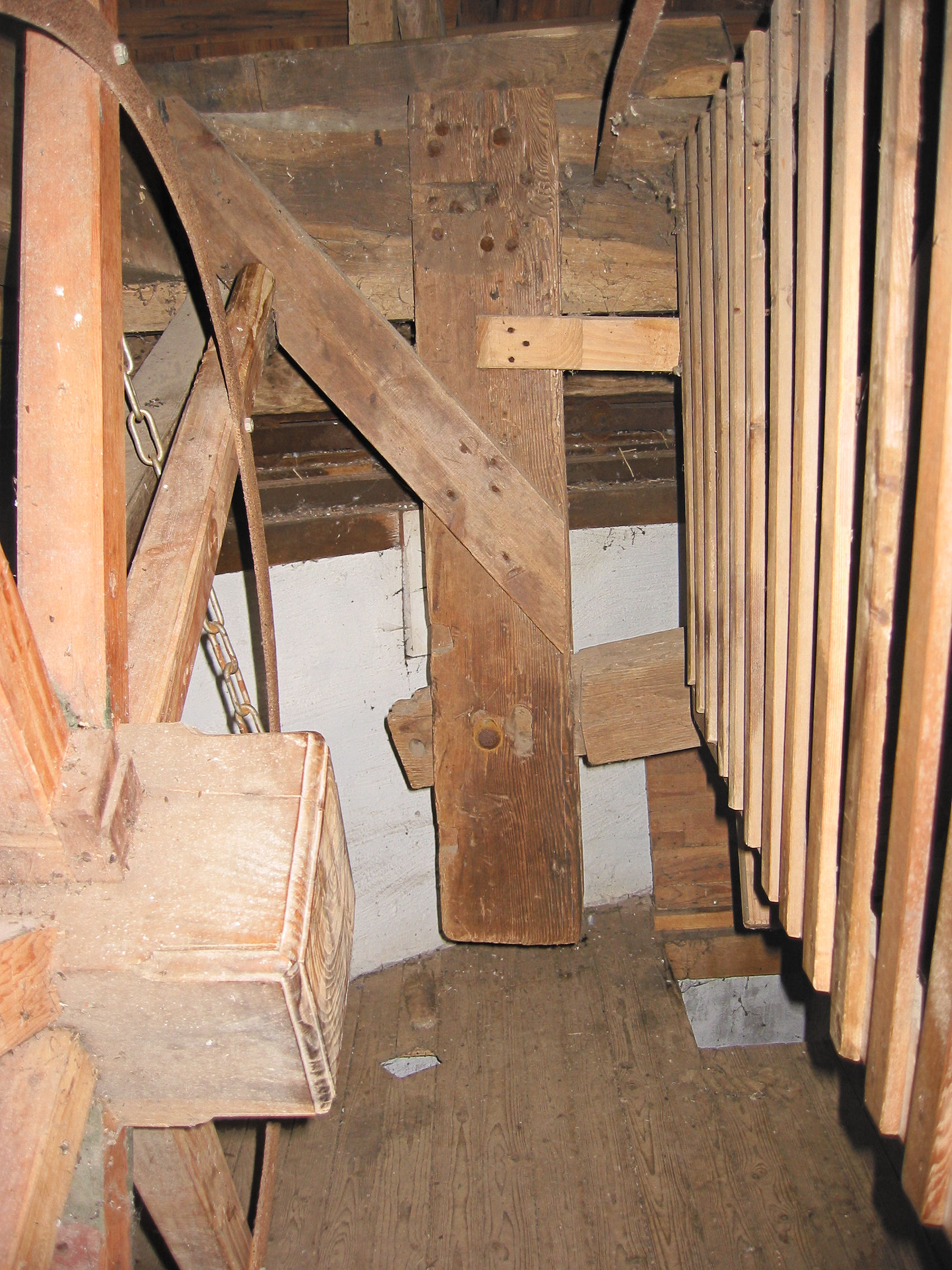
Binnenkruiwiel van De Zwaan

Een binnenkruier is een windmolen en altijd een bovenkruier, waarvan de kap met de wieken van binnenuit worden gekruid. Dit type molen heeft dus geen staart.
Torenmolens waren de eerste binnenkruiers in Nederland en de eerste torenmolen in Nederland is waarschijnlijk de omstreeks 1450 gebouwde De Grafelijke Korenmolen te Zeddam. Later is men ook achtkantige en zeskantige houten molens gaan bouwen. Deze hadden allen een binnenkruiwerk, zij het dat dit afweek van het kruiwerk van de torenmolen. Bij de torenmolen wordt er gekruid met twee kruihaspels en bestaat het kruiwerk uit een rondsel en kamwielen. Bij een acht- of zeskantige houten molen is er één kruihaspel aanwezig, dat vlak achter de windpeluw aan de hangeniersbalken vastzit, omdat op deze plaats het grootste gewicht van de kap zit. In het boventafelement zitten zestien kruikrammen voor het bevestigen van de kruireep. Het kruiwerk is hierbij een rollenkruiwerk. Bij een binnenkruiwerk is een relatief groot boventafelement nodig om voldoende kracht te kunnen ontwikkelen bij het kruien van de kap en zit op deze molens dus een vrij grote kap.
Pas ongeveer 200 jaar later in de ontwikkeling van de windmolen ontstond de buitenkruier (herkenbaar aan de staart aan de achterzijde van de kap) en werden in de meeste provincies de binnenkruiers omgebouwd tot buitenkruier. In de omgebouwde binnenkruiers is o.a aan de kruikrammen nog te zien dat ze oorspronkelijk binnenkruiers waren. Alleen in Noord-Holland heeft men de binnenkruiers bijna niet omgebouwd. Daarom waren in Nederland, de vier torenmolens niet meegerekend, alleen in Noord-Holland nog binnenkruiers te vinden. In 1981 is echter de Hondsdijkse Molen in Koudekerk a/d Rijn in Zuid-Holland als binnenkruier teruggerestaureerd.

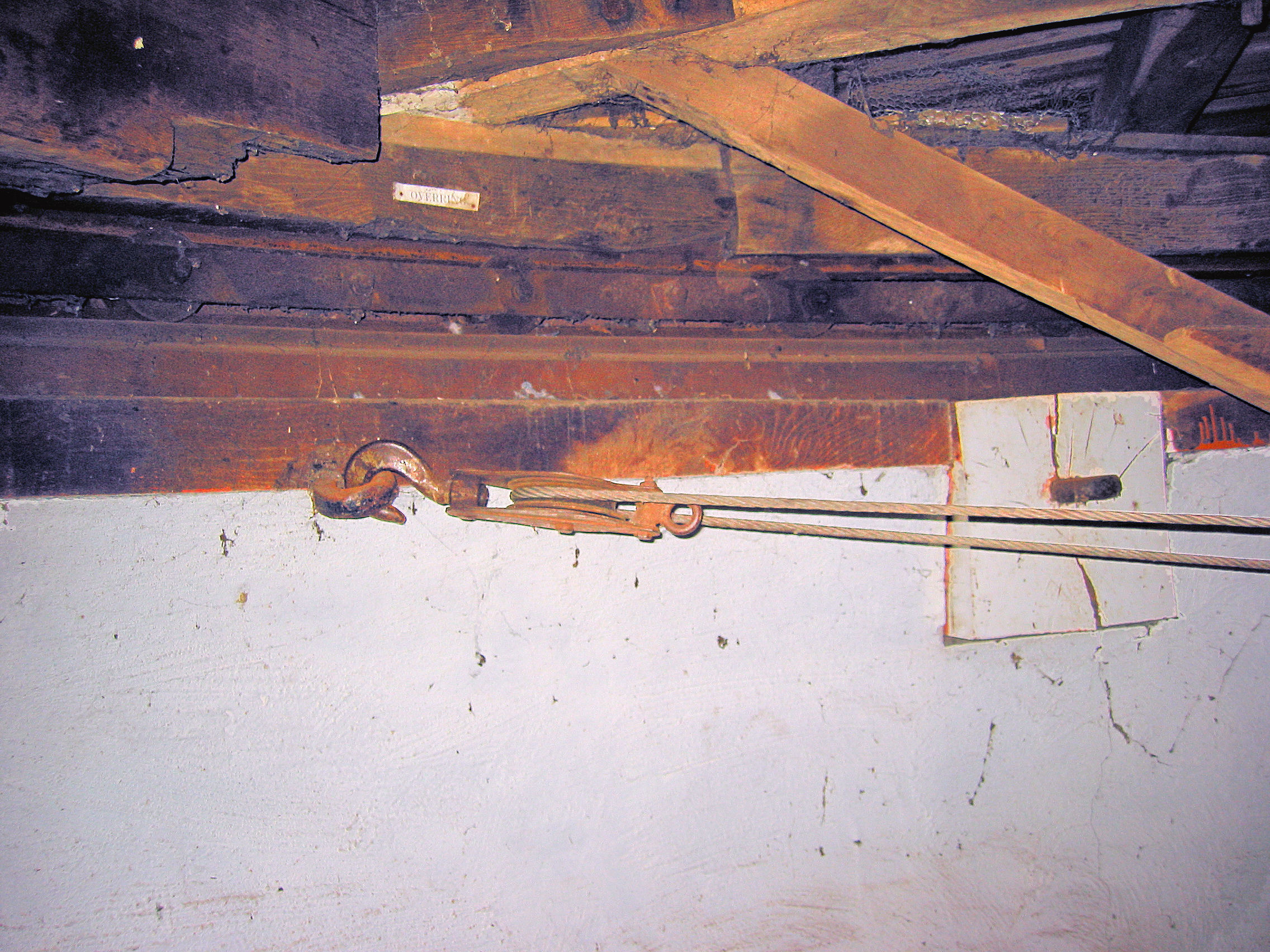
Kruikrammen in de torenmolen De Zwaan